# Бочаров, Евгений Фёдорович
Евгений Фёдорович Бочаров (03.08.1930. г. Ленинград) — специалист в области радиолокации, лауреат Государственной премии (1985).

## Биография
Е. Ф. Бочаров в 1954 году окончил Ленинградский электротехнический институт им. В. И. Ульянова (Ленина), кандидат технических наук (1973).
С 1955 по 1956 годы работал инженером в проектном институте «Ленгипрострой», затем (1956—1992) в ОКБ и НИИ радиоэлектроники, НПО «Ленинец» (1971—1992).
Руководил коллективом разработчиков радиоэлектронных комплексов и систем, который провел, в частности, научно-исследовательские и опытно-конструкторские разработки семейства унифицированных радиолокационных систем для дальней авиации и осуществил их серийное внедрение.